# Бертолдо II д’Есте
Вижте пояснителната страница за други личности с името Бертолдо д’Есте.
Бертолдо II д’Есте (на италиански: Bertoldo II d'Este; * ?, Есте, † 1463, Коринт) е италиански кондотиер, последен представител на Маркизите на Есте – кадетски клон на рода Есте.

## Произход
Бертолдо е син на Тадео д’Есте и Маргерита Пико.

## Биография
Обучен в оръжейната професия, той е на служба във Венецианската република.
През 1454 г. се оттегля в Есте, където Борсо д'Есте потвърждава владенията му.
Под знамето на венецианците се бие в Гърция срещу армиите на Мохамед II с чин на генерал-капитан.
Умира през 1463 г. по време на обсадата на Коринт.